# Voster ATS Team
El Vosters Uniwheels Team (codi UCI: VOS) és un equip ciclista professional polonès. Fundat el 2016, l'any següent puja a categoria continental.

## Principals resultats
- Cursa de Solidarność i els Atletes Olímpics: Mateusz Komar (2017)

### A les grans voltes
- Giro d'Itàlia
  - 0 participacions
- Tour de França
  - 0 participacions
- Volta a Espanya
  - 0 participacions

## Classificacions UCI
L'equip participa en els Circuits continentals de ciclisme. La taula presenta les classificacions de l'equip al circuit, així com el millor ciclista individual.
UCI Europa Tour
| Temporada | Classificació per equips | Millor ciclista en la classificació individual |
| --------- | ------------------------ | ---------------------------------------------- |
| 2017      | 63è                      | Adam Stachowiak (250è)                         |